# Epitheria
Epitheria är en systematisk grupp bland däggdjuren, som omfattar alla moderkaksdjur utom trögdjuren.  Gruppen är inte allmänt accepterad, mycket talar istället för att trögdjuren hör ihop med Afrotheria i en grupp.
De särskiljer sig framför allt genom benen i mellanörat, men finner inget tydligt stöd i DNA-data.